# Leucopogon recurvisepalus
Leucopogon recurvisepalus är en ljungväxtart som beskrevs av Cyril Tenison White. Leucopogon recurvisepalus ingår i släktet Leucopogon och familjen ljungväxter. Inga underarter finns listade i Catalogue of Life.